# Bodenordnung
Bodenordnung bezeichnet in der Bundesrepublik Deutschland die hoheitliche Umgestaltung von Grund und Boden und deren Eigentums- und Besitzverhältnisse und umfasst damit Teile einer Bodenreform.
Man unterscheidet zwischen Bodenordnung im ländlichen und Bodenordnung im städtischen Raum. Erstere heißt Flurbereinigung bzw. Flurneuordnung (gesetzliche Grundlage Flurbereinigungsgesetz bzw. Landwirtschaftsanpassungsgesetz), letztere heißt Umlegung (gesetzliche Grundlage Baugesetzbuch).
Aufgrund des Umlegungsbeschlusses der Umlegungsstelle (Gemeinde bzw. ein durch die Gemeinde gebildeter Umlegungsausschuss) wird die  Umlegung eingeleitet. Teile der Arbeiten können auf das zuständige Vermessungsamt übertragen werden, es ist aber auch schon ein Öffentlich bestellter Vermessungsingenieur mit dieser Aufgabe betraut worden. Die Umlegungsstelle erstellt einen Umlegungsplan auf Grundlage eines Bebauungsplanes. Eine Umlegung ist jedoch auch in nicht beplanten Innenbereichen nach § 34 Baugesetzbuch (BauGB) möglich.
Die Umlegungsmasse (abzüglich eines Vorwegabzuges für öffentliche Flächen usw.) wird nach dem Wert der Grundstücke (Wertumlegung) oder, bei gleichem Wert der Grundstücke, nach ihrer Größe (Flächenumlegung) entsprechend den Sollansprüchen der Beteiligten aufgeteilt. Der Umlegungsvorteil (Wertzuwachs der Grundstücke, die Bauland werden) ist an die Gemeinde abzuführen. Die Umlegung ist wesentlich geprägt vom Gebot der Privatnützigkeit, d. h., sie muss im überwiegenden (objektiven) Interesse der privaten Grundstückseigentümer liegen. Aufgrund des Surrogationsprinzips, das besagt, dass die im Verfahren zugeteilten Grundstücke und Rechte an die Stelle der eingeworfenen Grundstücke und Rechte treten, ist die Umlegung Inhaltsbestimmung des Eigentums und damit keine Enteignung.
Sind nur wenige Grundstücke betroffen, kann bei Vorliegen bestimmter Voraussetzungen eine „vereinfachte Umlegung“ nach den §§ 80 ff. BauGB durchgeführt werden.
Das Verfahren kann im Wesentlichen einvernehmlich durchgeführt werden, es kann aber auch gegen den Willen einzelner Beteiligter durchgesetzt werden.